# 岡一男
岡 一男（おか かずお、1900年〈明治33年〉11月17日 - 1981年〈昭和56年〉5月17日）は、日本の国文学者。専門は平安朝文学。学位は、文学博士（1953年）（学位論文「紫式部の研究」）。早稲田大学名誉教授。

## 略歴
福井県生まれ。早稲田大学国文科卒業、早稲田大学教授。五十嵐力に学ぶ。1953年、「紫式部の研究」で文学博士の学位を取得。1971年、定年退任、二松学舎大学教授。

## 著書
- 『道綱母』 青梧堂, 1943 (日本文学者評伝全書)
- 『古典と作家』 文林堂双魚房、1943
- 『紫式部の研究 附:源氏物語評論史』 福地書店, 1947
- 『近代詩歌 展望と評釈』 学灯社, 1951
- 『源氏物語』 旺文社, 1953 (国文学習叢書)
- 『近代詩歌精講 展望と評釈』 学灯社, 1953
- 『古文解釋の實際的研究』 要書房, 1953
- 『源氏物語の基礎的研究 紫式部の生涯と作品』 東京堂, 1954
- 『竹取物語評釈』 東京堂, 1958 (国文学評釈叢書)
- 『評釈源氏物語 解釈と文法』 旺文社, 1961
- 『源氏物語事典』 春秋社, 1964
- 『源氏物語絵巻』 講談社, 1968 (原色写真文庫)
- 『古典の再評価 文芸科学の樹立へ』 有精堂出版, 1968
- 『古典逍遥 文芸学試論』 笠間書院, 1971
- 『日本文学思潮論』 笠間書院, 1973
- 『概観日本文学史』 建帛社, 1973
- 『古典における伝統と葛藤』 笠間書院, 1978.1 (笠間叢書)

## 共編著
- 『枕草子』 村井順共著, 1951 (学灯文庫)
- 『国語の傾向と対策 昭和29年版』 鳥居正博共著, 1953 (大学入試対策シリーズ)
- 『枕草子精講 研究と評釈』 五十嵐力共著, 学灯社, 1954
- 『枕草子の文法研究』 村井順共著, 1954 (學燈新書)
- 『現代文の完全整理』 旺文社, 1957 (大学入試完全整理叢書)
- 『現代文の総合整理』 旺文社, 1959 (大学入試総合整理叢書)
- 『六万語国語辞典』 金園社, 1963
- 『ダイヤモンド国語辞典』 金園社, 1964
- 『王朝の文学』 松尾聰共著, 至文堂, 1966 (日本の文学)
- 『平安朝文学事典』 東京堂出版, 1972
- 『平安朝文学』 桜楓社, 1972

## 校注
- 『増鏡 現代語訳国文学全集 第17巻』 非凡閣, 1937
- 『好色一代女』 全註絵入 白鳳出版社, 1947
- 『大鏡 日本古典文学全集 第14巻』 河出書房, 1955